# Lämpenshålan
Lämpenshålan är ett naturreservat i Karlstads kommun i Värmlands län.
Området är naturskyddat sedan 1982 och är 23 hektar stort. Reservatet består av en dödisgrop på en rullstensås.